# Marginaster patriciae
Marginaster patriciae är en sjöstjärneart som beskrevs av McKnight 2006. Marginaster patriciae ingår i släktet Marginaster och familjen kuddsjöstjärnor. Inga underarter finns listade i Catalogue of Life.